# 護衛艦 (日本)
護衛艦 （日语：護衛艦）是日本海上自衛隊對其麾下中大型軍用艦艇的特殊分類命名，其噸位與性能和其他國家包括兩棲突擊艦、驅逐艦、巡防艦之類的水面戰鬥艦隻相當。日本海上自衛隊的護衛艦是懸掛自衛艦旗、由自衛官操作的船隻，由於戰後憲法規定日本不能擁有軍隊，因此自衛隊名義上只能作為日本的自我防衛武力之用，其所属军用舰均僅称為自衛艦。但在國際法的角度上，日本的護衛艦實際上是視同軍艦的一類。

## 簡介
日本帝國海軍在二次大戰結束前，原本也是採用與世界各國一致的軍艦命名原則，將旗下的軍艦依照用途分為航空母艦（日语：航空母艦）、巡洋艦（日语：巡洋艦）、驅逐艦（日语：駆逐艦）等不同的級別。但在戰後日本開始施行戰後憲法，禁止日本擁有攻擊武力，原本的帝國海軍也遭解散。直到1952年時，隸屬於運輸省之下的海上保安廳成立海上警備隊，利用幾艘自美軍接收的巡邏艦（Patrol frigate）建立了一支小型的警備船部隊。之後1954年時警備隊改編為海上自衛隊，警備船也隨之正名為警備艦，是今日日本「護衛艦」的前身。
為了強調其擁有的軍事武力僅止於自我防衛用途，日本在戰後所成立的自衛隊，無論是使用的武器級等命名與人員階級，全都採用全新的命名方式。因此多種會在其他國家分開命名的作戰艦艇類別，在海上自衛隊的船隊中一律稱呼為「護衛艦」，但在官方的英文譯名中仍然沿用「destroyer」的稱呼方式。
1953年（昭和28年）日本著手計划建造新的水面艦艇，並根據保安厅警备队时代的命名方式，將警備艦區分為甲型警備艦（DD）與乙型警備艦（DE）。1960年（昭和35年時），頒佈新的海上自衛隊訓令，將警備艦根據用途細分為更多的艦級，其中主要的作戰用船隻分類為「機動艦艇」，並進一步細分為水面上的「護衛艦」與水底的「潛水艦」（潛艇）。而護衛艦根據噸位尺寸的大小差異，分為甲型與乙型兩種類別。該訓令在1961年秋正式生效，「護衛艦」的稱呼也同步啟用。
在兩種護衛艦之中，雖然在正式的舷號編列上並未實際如此使用，甲型護衛艦（DD）常根據主要用途的不同細分為反潛用（DDK）、防空/多用途（DDA）與指揮用（DDC）等種類，而舷號方面一律使用「DD」編列之。相對的，飛彈護衛艦（DDG）、直昇機護衛艦（DDH）與多機能護衛艦（FFM）這三種較為後期才登場的艦種編號，則實際上被用於各艦的開發代號與舷號編列上。

## 護衛艦列表

### 現役艦隻

#### 直昇機護衛艦（DDH）

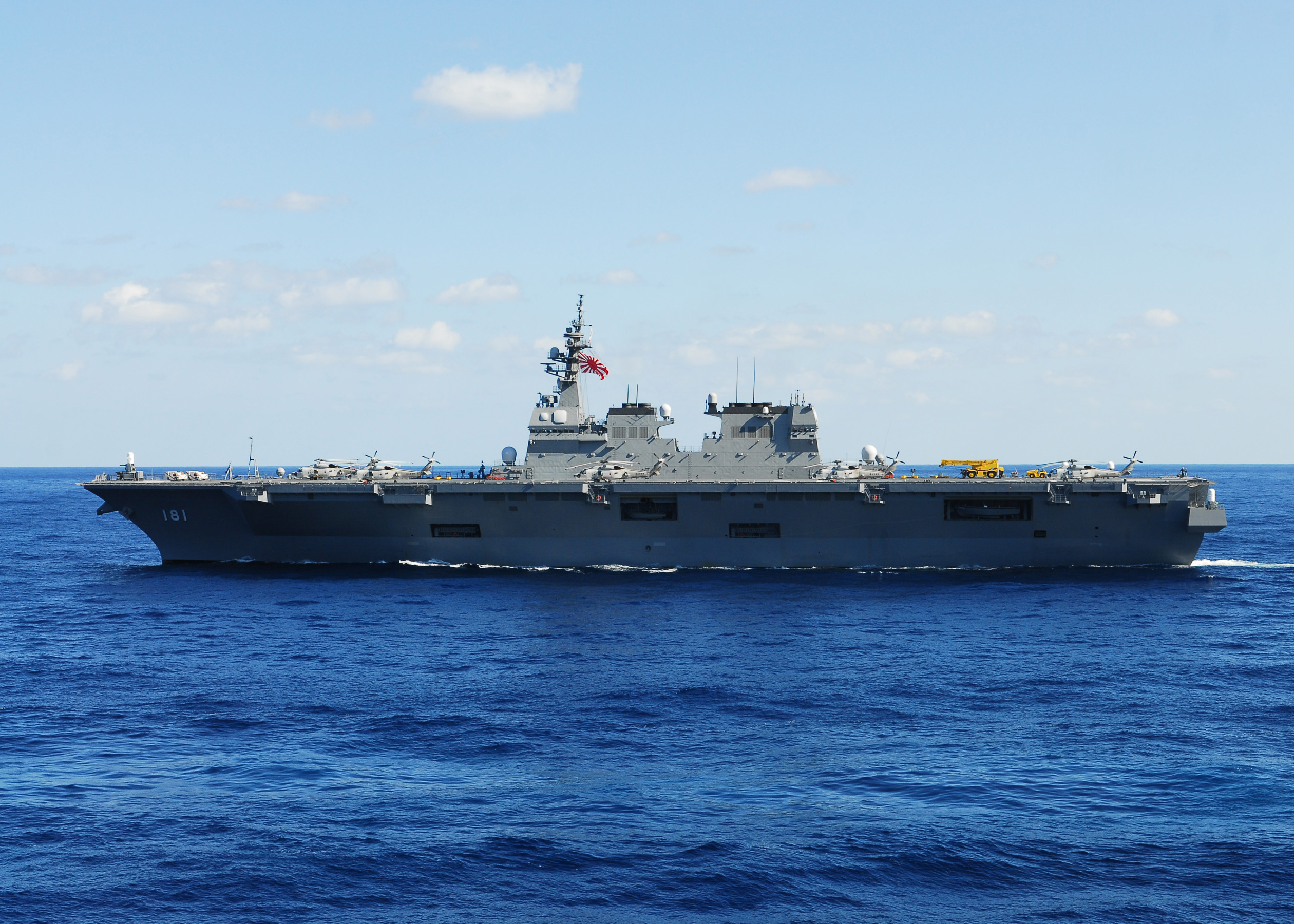
排水量13,950噸級的「日向」，無論是噸位或構造都已與直昇機航空母艦等同。

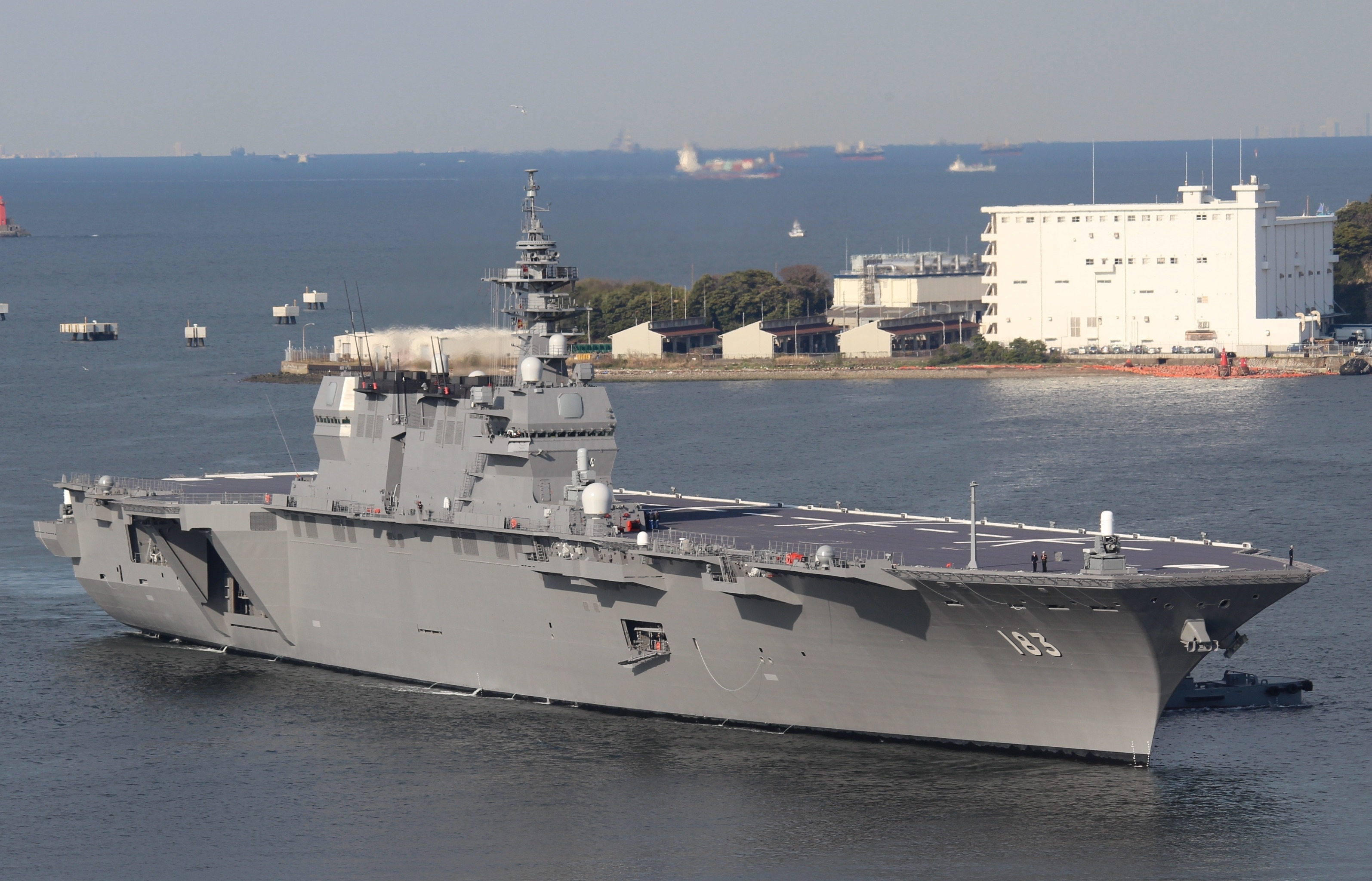
排水量19,500噸級的「出雲號」是目前海上自衛隊的旗艦。

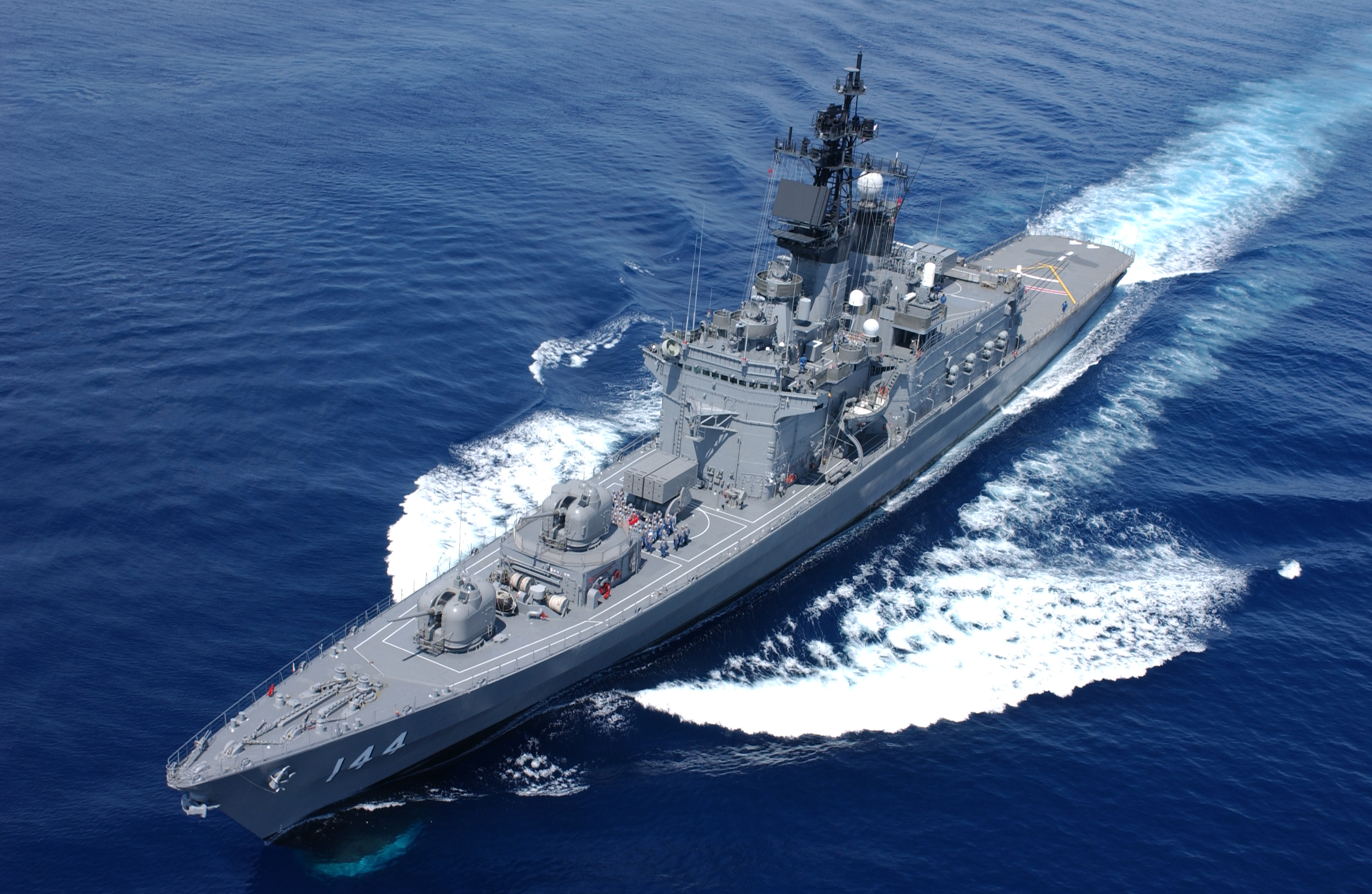
白根級二號艦「鞍馬號護衛艦」。此級直昇機護衛艦與一般配備機庫的驅逐艦近似。

根據英文原名「Helicopter Destroyer」而簡稱為「DDH」，在預算編列資料上的正式類別名稱為「甲III型警備艦」。海上自衛隊的直昇機護衛艦原本在特性上較接近其他國家海軍配備有直昇機庫與起降機坪的驅逐艦，但是自日向級開始，海上自衛隊的直昇機護衛艦雖然名義上還是稱為「DDH」，但無論是排水量、功能還是構造，卻反而都比較接近一般的直昇機航空母艦。在日本，DDH通常被視為是海上自衛隊艦隊的旗艦。
- 日向級護衛艦（ひゅうが型）
  - 日向號護衛艦（DDH-181）：第3護衛隊群旗艦，母港為舞鶴港
  - 伊勢號護衛艦（DDH-182）：第2護衛隊群旗艦，母港為佐世保海軍基地
- 出云级直升机护卫舰（いずも型）
  - 出雲號護衛艦（DDH-183）：第1護衛隊群旗艦，母港為橫須賀海軍設施
  - 加賀號護衛艦（DDH-184）：第4護衛隊群旗艦，母港為吳港

#### 導彈護衛艦（DDG）

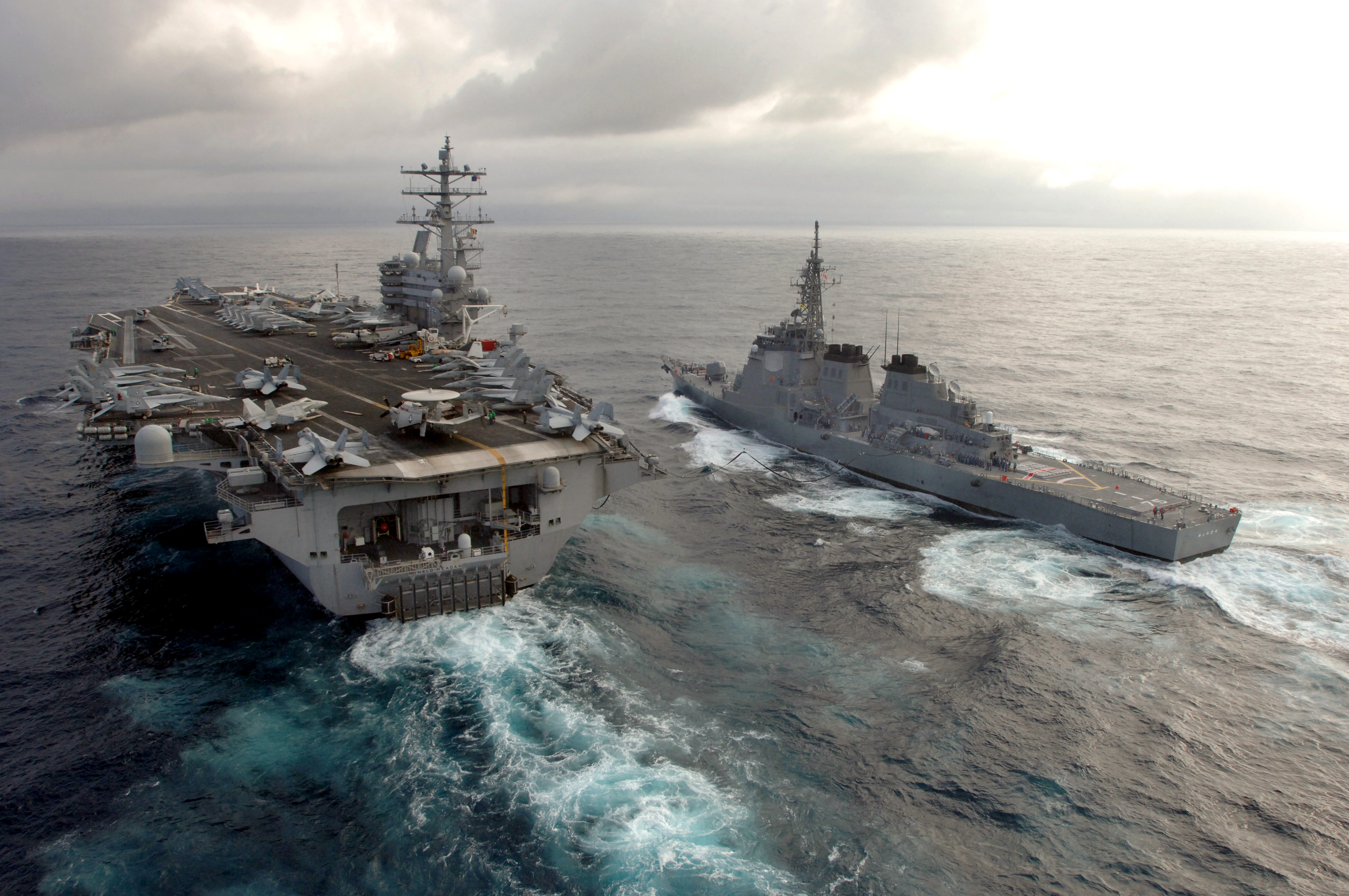
正與美國海軍雷根號航空母艦進行海上加油作業的金剛級護衛艦「妙高」（みょうこう，DDG-175）

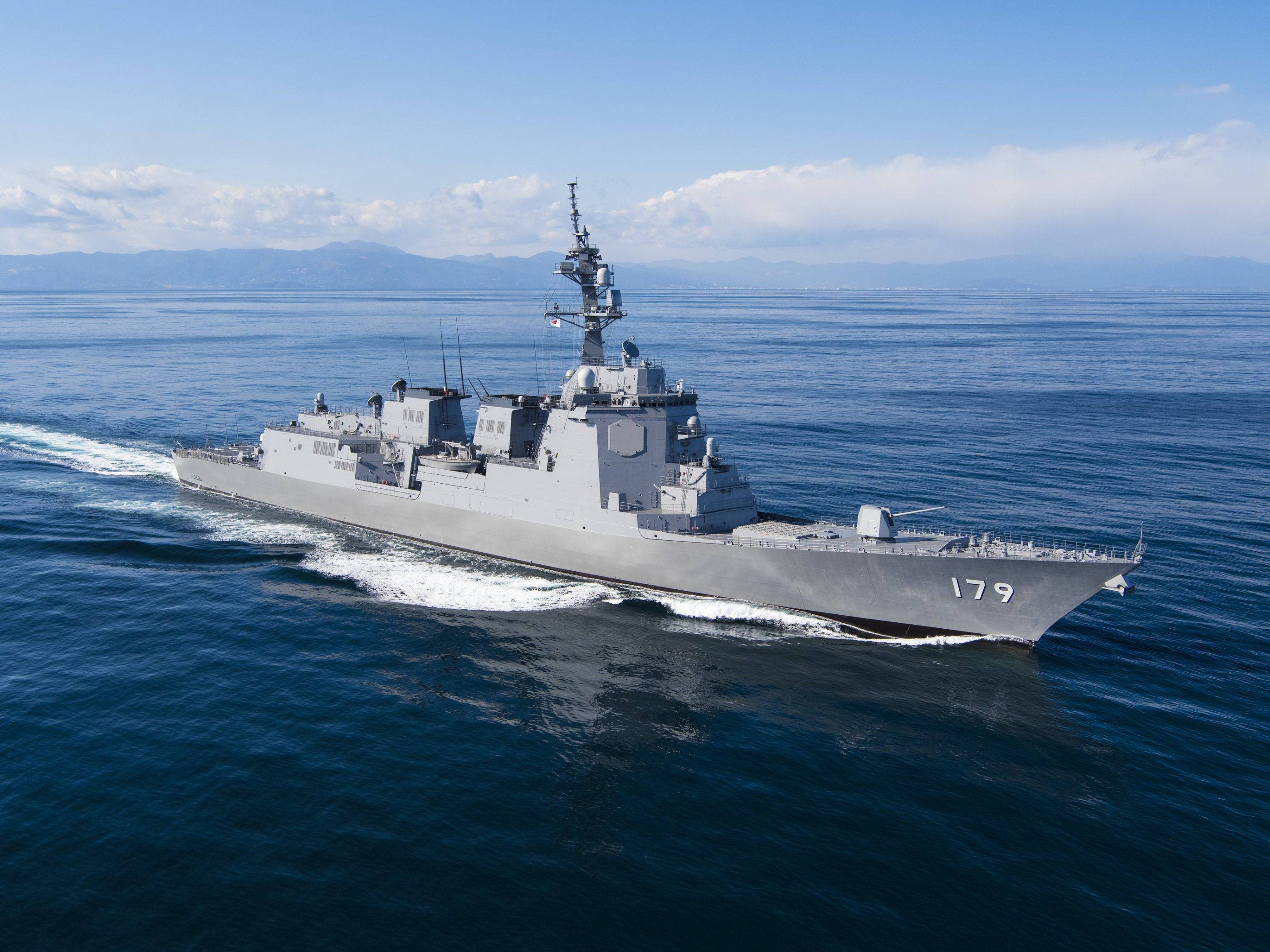
摩耶級護衛艦「摩耶」（まや，DDG-179）

根據英文原名「Guided Missile Destroyer」而簡稱為「DDG」，而在預算編列上則命名為「甲IV型警備艦」。海上自衛隊所擁有的飛彈護衛艦在功能上與其他國家的飛彈驅逐艦相當，主要擔負區域防空任務以保衛自身與所屬的艦隊。自金剛型護衛艦之後，日本所建造的飛彈護衛艦都採用了美國海軍所主導的神盾戰鬥系統（AEGIS）。
當海上自衛隊的艦隊沒有配置直昇機護衛艦時，通常會以艦隊中火力最強大、噸位次高的飛彈護衛艦作為艦隊旗艦。
- 旗風型護衛艦（はたかぜ型）
  - 旗風（DDG-171）已轉移作為練習艦使用（船身編號改為TV-3520），母港為吳港。
  - 島風（DDG-172）已轉移作為練習艦使用（船身編號改為TV-3521），母港為吳港。
- 金剛型護衛艦（こんごう型）：1993年開始陸續就役，是日本最早的神盾艦。
  - 金剛號護衛艦（DDG-173）：隸屬第1護衛隊群第5護衛隊，母港為佐世保。
  - 霧島號護衛艦（DDG-174）：隸屬第2護衛隊群第6護衛隊，母港為橫須賀。
  - 妙高號護衛艦（DDG-175）：隸屬於第3護衛隊群第7護衛隊，母港為舞鶴。
  - 鳥海（DDG-176）：隸屬第4護衛隊群第8護衛隊，母港為佐世保。
- 愛宕級護衛艦（あたご型）：2007年開始陸續服役的7,700噸級新艦，為神盾艦配置。
  - 愛宕號護衛艦（DDG-177）：隸屬於第3護衛隊群第3護衛隊，母港為舞鶴。
  - 足柄號護衛艦（DDG-178）：隸屬於第2護衛隊群第2護衛隊，母港為佐世保。
- 摩耶级护卫舰（まや型）：27DDG，2020年開始陸續服役的8200噸型驅逐艦，為神盾艦配置。
  - 摩耶號護衛艦（DDG-179）：隸屬於第1護衛隊群第1護衛隊，母港為橫須賀。
  - 羽黑號護衛艦（DDG-180）：隸屬於第4護衛隊群第8護衛隊，母港為佐世保。

#### 護衛艦（DD）
根據英文原名「Destroyer」而簡稱為「DD」。此類廣用型的護衛艦是海上自衛隊艦隊中數量最多的構成主力，其定位與其他國家海軍的驅逐艦與巡防艦雷同，但《詹氏海軍年鑑》將其一律劃分至驅逐艦等級。護衛艦主要擔任艦隊中的反潛作戰任務，但也具有一定程度的對空與對艦攻擊能力。
- 朝霧級（あさぎり型）
  - 朝霧（DD-151）：2005年轉移作為練習艦使用（船身編號TV-3516），成為山霧級練習艦二號艦，2012年轉為護衛艦(DD-151) 。
  - 山霧（DD-152）：2004年轉移作為練習艦使用（船身編號TV-3515）。成為山霧級練習艦的一號艦，2011年轉為護衛艦(DD-152)。
  - 夕霧（DD-153）
  - 天霧（DD-154）
  - 濱霧（DD-155）
  - 瀨戶霧（せとぎり，DD-156）
  - 澤霧（DD-157）
  - 海霧（DD-158）

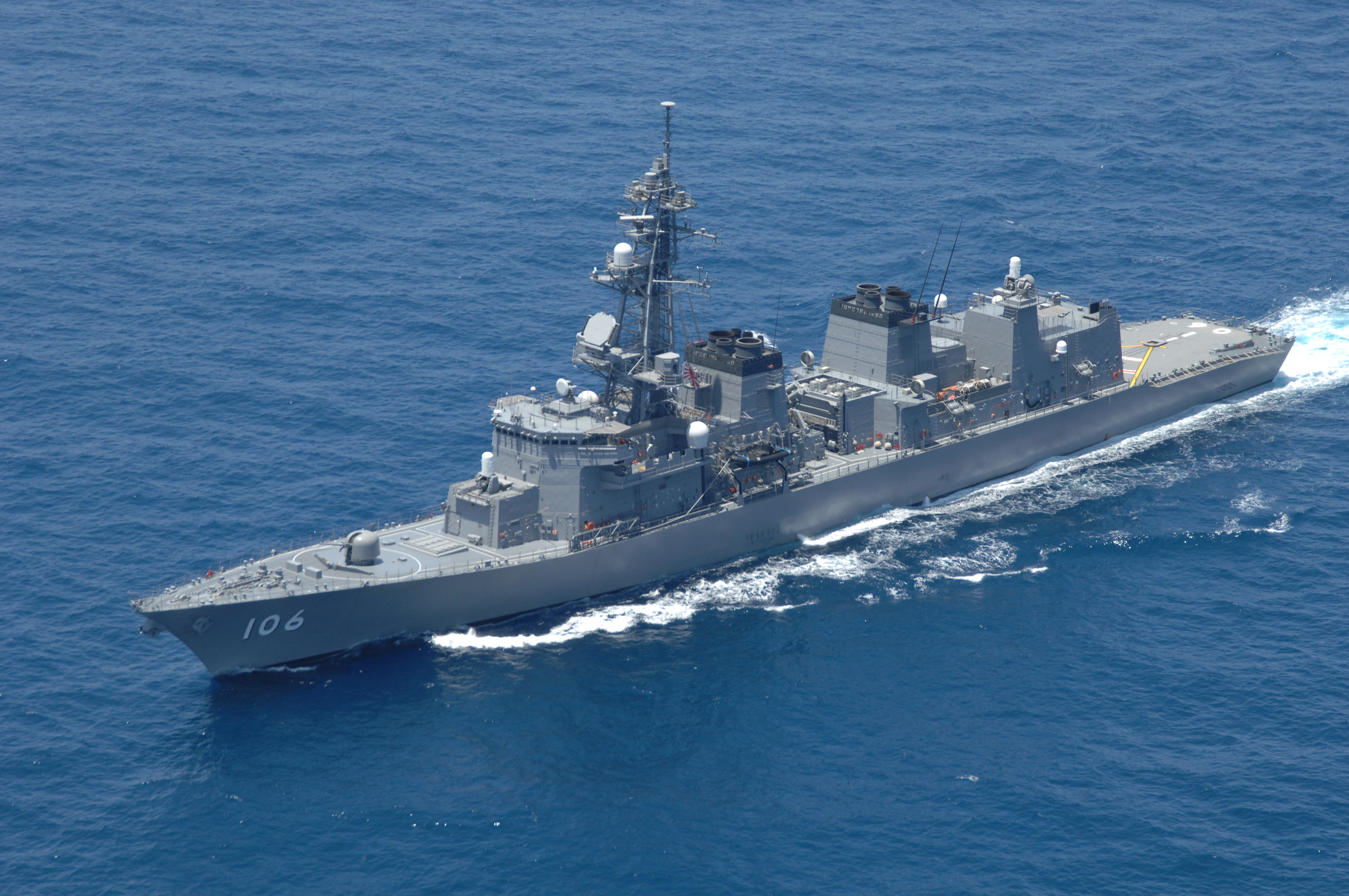
村雨級5號艦「五月雨」（さみだれ，DD-106）

- 村雨級（むらさめ型）：1996年開始陸續服役的村雨級護衛艦，實際上是海上自衛隊曾使用過第二款命名為「村雨」的護衛艦級，第一代的村雨級是1959年時啟用，分類上屬於多功能護衛艦（DDA）。
  - 村雨（DD-101）
  - 春雨（DD-102）
  - 夕立（DD-103）
  - 霧雨（DD-104）
  - 電（DD-105）
  - 五月雨（DD-106）
  - 雷（DD-107）
  - 曙（DD-108）
  - 有明（DD-109）

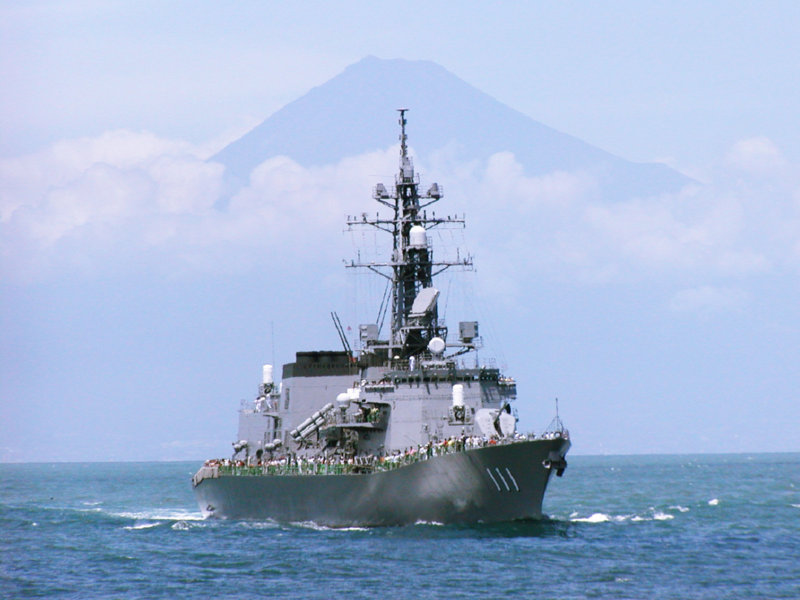
高波級二號艦「大波」（おおなみ，DD-111）

- 高波級（たかなみ型）：為村雨級護衛艦改良強化型。基本船型設計與村雨級相同，但是更換了與金剛級護衛艦相同的艦炮。
  - 高波（DD-110）
  - 大波（DD-111）
  - 卷波（DD-112）
  - 漣（DD-113）
  - 涼波（DD-114）
- 秋月級（あきづき型，2代）：日本第三個以「秋月」作為艦級命名的軍艦，用以擔負艦隊的防空、反潛和反艦等方面等作戰任務。
  - 秋月（DD-115）
  - 照月（DD-116）
  - 涼月（DD-117）
  - 冬月（DD-118）
- 朝日級（あさひ型，2代）：日本第二個以「朝日」作為艦級命名的軍艦。是日本海上自衛隊最新建造的一個通用驅逐艦等級，由秋月級衍生設計；她保留了秋月級艦體、但重新設計了上層結構及動力系統、配備最新型號的反潛偵蒐裝備，但其它配備予以簡化。
  - 朝日（DD-119）
  - 不知火（しらぬい，DD-120）

#### 護衛艦（DE）
根據英文原名「Destroyer Escort」而簡稱為「DE」。DE是美國海軍為了戰時作為貨船船隊的護航，而發展出一種噸位較輕的護航驅逐艦（日语：護衛駆逐艦），在過去海上自衛隊曾使用「乙型護衛艦」來稱呼此級船艦，但目前統一使用DE的命名。在《詹氏海軍年鑑》中，將日本海上自衛隊所擁有的DE護衛艦分類在巡防艦（Frigate）類別。
DE大部分都配屬在海上自衛隊下轄、負責近海岸防工作的各地方隊使用，且由於預算的削減，自1993年之後就不再有新艦的建造計畫。
- 阿武隈級（あぶくま型)
  - 阿武隈（英语：JS Abukuma）（DE-229）
  - 神通（英语：JS Jintsū）（DE-230）
  - 大淀（英语：JS Ōyodo）（DE-231）
  - 川內（英语：JS Sendai）（DE-232）
  - 摩（DE-233）
  - 利根（英语：JS Tone）（DE-234）

#### 多機能護衛艦（FFM）
艦種記號FFM分別代表巡防艦 (FF，Frigate) 及其多功能兼掃雷作戰的設計用途 (M)。相較過往艦型，此新型護衛艦較小而精緻，講求多功能作戰能力以及掃雷機能。這也是海上自衛隊自楠型護衛艦（原美國海軍塔科馬級巡防艦)於1972年除役半世紀後再次出現的以巡防艦為艦級代號的護衛艦。
- 最上級（もがみ型)
  - 最上（英语：JS Mogami）（FFM-1）
  - 熊野（英语：JS Kumano）（FFM-2）
  - 能代（英语：JS Noshiro）（FFM-3）
  - 三隈（英语：JS Mikuma）（FFM-4）
  - 矢矧（英语：JS Yahagi）（FFM-5）
  - 阿賀野（英语：JS Agano）（FFM-6）
  - 仁淀（英语：JS Niyodo）（FFM-7）
  - 湧別（英语：JS Yubetsu (FFM-8)）（FFM-8）

- 6FFM多機能護衛艦

### 退役艦隻

#### 直昇機護衛艦（DDH）
- 榛名級（はるな型）
  - 榛名（DDH-141）
  - 比叡（DDH-142）
- 白根級（しらね型）
  - 白根（DDH-143）
  - 鞍馬（DDH-144）

#### 飛彈護衛艦（DDG）
- 天津風級（あまつかぜ型）
  - 天津風（あまつかぜ，DDG-163）
- 太刀風級（たちかぜ型）
  - 太刀風（たちかぜ，DDG-168）
  - 朝風（DDG-169）
  - 澤風（DDG-170）

#### 護衛艦（DD）
- 朝風級（あさかぜ型）：借用兩艘美軍格里維斯級（Gleaves class）驅逐艦後所成立的艦級，是海上自衛隊草創時代最早服役的護衛艦。
  - 朝風（DD-181）：原為美國海軍艾里森號驅逐艦（英语：USS Ellyson (DD-454)）
  - 旗風（DD-182）：原為美國海軍馬康號驅逐艦（英语：USS Macomb (DD-458)）
- 有明級（ありあけ型）：借用美國海軍退下的弗萊徹級（Fletcher class）驅逐艦而改成的艦級。
  - 有明（DD-183）：原為美國海軍海伍德·愛德華號驅逐艦（英语：USS Heywood L. Edwards (DD-663)）。
  - 夕暮（DD-184）：原為美國海軍里察·李瑞號驅逐艦（英语：USS Richard P. Leary (DD-664)）。
- 春風級（はるかぜ型）：1956年後陸續開始服役的春風級，是日本在戰後最初的國產化軍艦作品。
  - 春風（DD-101）
  - 雪風（DD-102）
- 秋月級（あきづき型）
  - 秋月（DD-161）
  - 照月（DD-162）
- 初雪級（はつゆき型）
  - 初雪（DD-122）
  - 白雪（DD-123）：轉移作為練習艦使用（船身編號改為TV-3517），成為島雪級練習艦的二號艦。
  - 峰雪（DD-124）
  - 澤雪（DD-125）
  - 濱雪（DD-126）
  - 磯雪（DD-127）
  - 春雪（DD-128）
  - 山雪（DD-129）：轉移作為練習艦使用（船身編號改為TV-3519），成為島雪級練習艦的四號艦。
  - 松雪（DD-130）
  - 瀨戶雪（せとゆき，DD-131）已轉移作為練習艦使用（船身編號改為TV-3518），成為島雪級練習艦的三號艦。
  - 朝雪（DD-132）
  - 島雪（DD-133）：已轉移作為練習艦使用（船身編號改為TV-3513），是島雪級練習艦的一號艦。

#### 反潛護衛艦（DDK）
在日文中稱為的反潛護衛艦英文原名「Anti Submarine Destroyer」，但根據反潛艦的俗稱（Hunter Killer）而簡稱為「DDK」，在正式的預算編列資料上稱為「甲型警備艦」。目前海上自衛隊已不使用DDK這種稱呼，相關的艦種若不是已經退役，就是整併到廣用護衛艦「DD」的分類中。
- 綾波級（あやなみ型）
  - 綾波（DDK-103）
  - 磯波（DDK-104）
  - 浦波（DDK-105）
  - 敷波（DDK-106）
  - 高波（DDK-110）
  - 大波（DDK-111）
  - 卷波（DDK-112）
- 山雲級（やまぐも型）
  - 山雲（DDK-113）
  - 卷雲（DDK-114）
  - 朝雲（DDK-115）
  - 青雲（DDK-119）
  - 秋雲（DDK-120）
  - 夕雲（DDK-121）
- 峰雲級（みねぐも型）
  - 峰雲（DDK-116）
  - 夏雲（DDK-117）
  - 叢雲（DDK-118）

#### 多功能護衛艦（DDA）
根據英文原名「All Purpose Destroyer」，海上自衛隊將多功能護衛艦（日语：多目的護衛艦）縮寫為「DDA」，預算編列上稱為「甲II型警備艦」。目前該類別已經不再使用，原本屬於DDA類別的艦隻，如果有尚未除役者，則整併至廣用護衛艦「DD」的分類底下。
- 村雨級（むらさめ型）
  - 村雨（DDA-107）
  - 夕立（DDA-108）
  - 春雨（DDA-109）
- 高月級（たかつき型）
  - 高月（DDA-164）
  - 菊月（DDA-165）
  - 望月（DDA-166）
  - 長月（DDA-167）

#### 護衛艦（DE）
- 朝日級（あさひ型）：朝日級是1955年海上自衛隊還在草創時期，由美國海軍出借兩艘坎農級護航驅逐艦所成立的艦級。初啟用時原本分類在「警備艦」的類別下。
  - 朝日（DE-262）：原為美國海軍亞米科號護航驅逐艦（英语：USS Amick (DE-168)）。
  - 初日（ ，DE-263）：原為美國海軍亞瑟頓號護航驅逐艦（英语：USS Atherton (DE-169)）。
- 曙級：原本是為了保安廳（今防衛省前身）所屬的警備隊而開發的日本國產警備艦造艦計畫之一部分，但在海上自衛隊成立後，轉移作為護衛艦使用。
  - 曙（DE-201）
- 雷級：雷級護衛艦是日本在二次大戰之後最早自建的乙型警備艦等。
  - 雷（DE-202）
  - 電（DE-203）
- 若葉級（わかば型）
  - 若葉（DE-261）：若葉號的前身原本是日本帝國海軍在二次大戰期間擁有的一艘驅逐艦「梨」，是橘級（又稱為「改丁級」）十號艦。該艦在二戰期間遭美軍擊沉後在戰後重新打撈上岸，因船況極佳而臨時決定改裝為警備艦使用。若葉號是海上自衛隊所有使用過的艦隻中，唯一一艘曾經在帝國海軍服役過的戰鬥艦艇（非戰鬥艦艇則有許多例子存在）。
- 五十鈴級（いすず型）
  - 五十鈴（いすず，DE-211）
  - 最上（DE-212）
  - 北上（DE-213）
  - 大井（DE-214）
- 筑後級（ちくご型）
  - 筑後（DE-215）
  - 綾瀨（DE-216）
  - 三隈（DE-217）
  - 十勝（DE-218）
  - 岩瀨（DE-219）
  - 千歲（DE-220）
  - 仁淀（DE-221）
  - 天鹽（DE-222）
  - 吉野（DE-223）
  - 熊野（DE-224）
  - 能代（DE-225）
- 石狩級（いしかり型）：石狩級是海上自衛隊在初創時期所開發、預計要來代替驅潛艇（PC）的艦種，因此一開始時預計建造的噸位是屬於沿岸警備艦（PCE）等級的1,000噸。之後考量到冬季日本海的惡劣海象，決定在實際起造時大型化、增加噸位，而成為護衛艦等級船隻。
  - 石狩（DE-226）
- 夕張級（ゆうばり型）
  - 夕張（(ゆうばり，DE-227）
  - 湧別（DE-228）

#### 護衛艦（PF）
根據英文原名「Patrol Frigate」而簡稱為「PF」，在整併至護衛艦的分類之前，曾用過「警備船」、「警備艦」等稱呼。
- 楠級：以美國軍方出借的塔科馬級巡防艦（英语：Tacoma class frigate）所成立的艦級。
  - 楠（PF-281）
  - 楢（PF-282）
  - 樫（PF-283）
  - 樅（PF-284）
  - 杉（PF-285）
  - 松（PF-286）
  - 榆（PF-287）
  - 栢（PF-288）
  - 梅（PF-289）
  - 櫻（PF-290）
  - 桐（PF-291）
  - 柘（PF-292）
  - 楓（PF-293）
  - 橅（PF-294）
  - 欅（PF-295）
  - 橡（PF-296）
  - 椎（PF-297）
  - 槙（PF-298）

## 外部連結
- 護衛艦一覽（日本海上自衛隊）（页面存档备份，存于）（日語）